# 徐杞
徐杞（1685年—1765年），字集功，號靜谷，浙江杭州府錢塘縣人，清朝大臣，進士出身，歷任甘肅布政使、陝西巡撫等職，後在乾隆十五年（1750年），66歲的徐杞以正三品宗人府府丞的職位退休。其父為康熙朝吏部尚書徐潮，其兄則是太子太保、東閣大學士、軍機大臣兼戶部尚書徐本。

## 生平

### 翰林正途
康熙五十一年（1712年），徐杞以28歲，未滿而立的年紀，登壬辰科二甲第三十六名進士。同年四月十九日（5月23日）選翰林院庶吉士。
康熙五十二年十一月二十一日（1714年1月7日），由於庶吉士的學習已有年餘，因此在考試過後，徐杞獲授正七品翰林院編修。
雍正四年五月十六日（1726年6月15日），42歲的徐杞以翰林院編修的身分，出任廣西鄉試正考官，與副考官吏部員外郎尹會一一同負責這一年的廣西鄉試。
雍正六年（1728年），44歲的徐杞在鄉試的事務結束後，改任從五品山東道監察御史，巡察順天、永平、宣化等處。
雍正八年（1730年），46歲的監察御史徐杞改為任職於京畿道，負責京畿一帶的巡察事務。而後又改任為正五品禮科給事中。並且在這一年以後，徐杞被派往廣東巡查軍政，在當地徐杞嚴申禁止開礦的禁令，在看到當地民眾貧困且失業者甚多，因此他便與當地的督撫大員一同以計口授田的方式改善當地民生環境。
雍正十年（1732年），48歲的徐杞轉任為正五品的通政使司左參議。

### 甘肅藩台
雍正十一年三月二十九日（1733年5月12日），49歲的徐杞被任命署甘肅布政使，並且仍舊辦理噶斯的軍需事務。
雍正十三年（1735年），51歲的徐杞被任命為正四品的太常寺少卿。而後到了這一年的八月十三日（9月28日），徐杞被實授為從二品的甘肅布政使。
乾隆元年二月二十九日（1736年4月9日），剛上任半年的甘肅布政使徐杞便上奏甫登基的乾隆帝，彙報這一年的甘肅的冬春兩季的雨雪情況，而乾隆帝看到後便得知今年雨雪並不足，因此可能收成也會不佳，因此下令給當地督撫，必須要未雨綢繆的進行準備才是。
乾隆二年七月十二日（1737年8月7日），前一陣子曾經短暫護理（代理上級職位）甘肅巡撫的徐杞，上疏提到甘肅當地的工匠價格這一件事情，此前經過侍講學士楊椿的上奏，認為應該按照此前援助江南的案例，把當地各州縣的匠價攤入地糧徵收中。然而後來經過徐杞的調查後發現，甘肅省的匠價，在黃河以西的地方向來無設定額度，只有在河東各州縣有所設定，一般是從數兩到一二十兩不等，合計約在七百六十餘兩。但是因為這項規定歷時已久，因此部分工匠的後代子孫已經改行了，卻仍照過去的價格，由各匠戶均攤，如此下去則壓力就越來越大，賠累也是在所難免，因此徐杞請求按照楊椿的意見，將匠價攤入地糧徵收，如此對於當地基數龐大的民眾而言只是九牛一毛的增加，卻可以免除掉當地工匠們日益增大的壓力。而後乾隆皇帝便同意他的請求，將當地匠價均勻地攤派到當地的地糧徵收中。
乾隆三年五月（1738年6月），徐杞上奏稱當地錢糧虧空的州縣裡，當地知府盤查不出原因的，若是因為疏忽導致的，則較之徇私枉法者，則尚有可原諒的地方，而雖說向來沒有恢復原有官職的先例，但是卻未免有失公平和適當，因此建議在之後若是失察的知府，可以在限定的時間內完成其原有之要求時，便讓該地的督撫出具考語給中央另行任用。徐杞認為，因為他人而獲罪的官員，尚可以錄用，而失察及徇私也應該有所區分才是。同年九月七日（10月19日），朝內的大學士們經過議定後回覆此前上奏的甘肅布政使徐杞所言，甘肅地方歉收，當地倉庫糧食如果不足以賑濟當地百姓，因此徐杞請求將銀兩搭放一摺，改為仔細調查實際缺糧的貧民，按名字發予糧食。因為若是將銀兩分成若干分予災民，則當地官吏容易發生許多弊端，且當地商人也會因此屯糧居奇，如此反而會造成當地糧食價格更加昂貴。而大學士們認為，這個意見可以接受，但是需要注意甘肅地處偏隅，若是糧食真的不足，則還是要酌情發放銀兩才是。

### 陝西巡撫
乾隆十一年三月三日（1746年3月24日），62歲的徐杞改任從二品的湖南布政使。同年九月二十四日（11月7日），因閩浙總督馬爾泰自從去年生病後精力不逮，因此難以辦理總督事務，乾隆帝便讓其來京述職，而後讓山東巡撫喀爾吉善補授閩浙總督一職，而山東巡撫則由江西巡撫塞楞額調補，江西巡撫則由陝西巡撫陳宏謀調補，陝西巡撫則由湖南布政使徐杞補授。
乾隆十三年閏七月七日（1748年8月30日），64歲的徐杞改任正三品的宗人府府丞。

## 家族
- 父：徐潮，康熙朝大臣，官至吏部尚書，過世後在乾隆朝被追諡文敬。
- 兄：徐本，乾隆朝大臣，官至太子太保、東閣大學士、軍機大臣兼戶部尚書，並獲賜雲騎尉世職及「紫禁城騎馬」榮譽，過世後被追諡文穆。
- 子：
  - 徐翼燕，原為徐本第五子，因徐杞當時尚未有後嗣，而被過繼給徐杞，乾隆元年（1736年）丙辰恩科舉人，官至從六品光祿寺署正。
  - 徐麗照，監生，早卒。
  - 徐景熹，乾隆四年（1740年）己未科進士，官至正四品福建鹽法道。
  - 徐昇煦

## 詩詞
- 《汪孝子詩》：「習隱辭塵俗，端居葆性真。心惟甘淡泊，質更抱清淳。盛德孚行路，遺風表搢紳。慈幃期不老，子舍訖終身。寢膳朝昏切，扶持左右頻。疾無煩上藥，誠可格明神。寸草情逾苦，三春景欲淪。瞻容餘涕淚，營葬劇艱辛。不間生存日，寧忘永感辰。雙鳩廬上乳，縞兔隴邊馴。自昔傳靈異，於君孰比倫。一朝成大暮，千載失完人。幸際明良會，欣看綸綍新。芳聲長不沒，圖篆勒貞珉。」